# جمال موريس
جمال موريس (14 نوفمبر 1992 في الولايات المتحدة - ) (بالإنجليزية: Jamel Morris)‏ هو لاعب كرة سلة أمريكي في مركز مدافع مسدد الهدف.

## وصلات خارجية
- جمال موريس على موقع الدوري الأوروبي لكرة السلة (الإنجليزية)
- جمال موريس على موقع كرة السلة الأوروبية.كوم (الإنجليزية)
- جمال موريس على موقع ريلجم (الإنجليزية)
- جمال موريس على موقع بروبوليرز (الإنجليزية)
- جمال موريس على موقع سبورتس رفرنس (الإنجليزية)